# Ladins
Ladins è stato un partito politico attivo nella Provincia autonoma di Bolzano dal 1991 al 2008, quando cambiò nome in "Ladins Dolomites".

## Storia
Fu l'unico partito a rappresentare il gruppo linguistico dei Ladini che abitavano nel territorio della provincia, mentre nella provincia autonoma di Trento esisteva l'Union Autonomista Ladina.
Il suo leader è stato Carlo Willeit, che venne eletto deputato al consiglio della provincia per la prima volta nel 1993 e una seconda volta nel 1998, rimanendoci fino al 2003, e si batté con vigore per i diritti della minoranza ladina della provincia.
Alle Elezioni regionali in Trentino-Alto Adige del 1998, il partito si alleò con il Demokratische Partei Sudtirol nella lista "Ladins \DPS" ottenendo l'1,87% e riuscendo ad eleggere Carlo Willeit come deputato dell'assemblea provinciale.
Nel 2008 il partito cambiò nome diventando "Ladins Dolomites".